# Поколение X (альбом)
Поколение X — альбом группы Алиса, вышедший в 1998 году, представляющий собой сборник демозаписей и раритетных записей, сделанных в начале 1986 года.

## История
Осенью 1985 года во время записи альбома «Энергия» в студии Андрея Тропилло, «Алиса» переживает период распада: Шаталин ещё весной уезжает по распределению; Кинчев, и пришедший на замену Шаталину Пётр Самойлов и Нефёдов репетировали под названием «Радость». Кондратенко и джазовая певица-гитаристка Людмила «Терри» Колот создали проект «Аврора». Задерий начал искать новых музыкантов.
В самом начале 1986 года Святослав Задерий собрал новую версию группы в составе Павла Кондратенко, Нефёдова, вернувшегося в Петербург Андрея Шаталина и джазовой певицы Людмилы Колот. Состав оказался непрочным: в этот период группа не гастролировала, и предполагавшийся альбом так и не был записан. Однако репетиционные и демозаписи, сделанные этим составом вышли в 1998 году как альбом «Поколение Х». Состав просуществовал немногим более двух месяцев.
Песни «Мышиный цирк», «Поколение Икс», «Блондинка» уже ранее выходили в альбоме Кривозеркалье. Компакт-кассета была издана компанией «Саунд-продукт» в 1998 году, а диск — лейблом «Наш Театр» в 1999 году.

## Список Композиций
Песни написаны Святославом Задерием, кроме отмеченных
1. «Поколение Х» (Пётр Самойлов)
2. «Сканер»
3. «Дудочник»
4. «Шпиономания»
5. «Вечный шут»
6. «Знак»
7. «Тигалагалоба (Брэкдэнсгопак)»
8. «Папуас рэп»
9. «Сказка» (в качестве музыкального сопровождения использован «Собачий вальс» и «Иванова ночь на лысой горе»)
10. «Скоро зима»
11. «Антиромантика»
12. «Блондинка» (Задерий — Задерий, Илья Утехин)
13. «Мышиный цирк» (Задерий — Утехин)
14. «Черта» (Пропущена в списке композиций на CD, хотя присутствует на нём)
15. «Самогон рок»
16. «Конгресс страха» (Только на MC)[1]

## Состав
- Святослав Задерий — гитара, вокал
- Андрей Шаталин — гитара, клавиши
- Павел Кондратенко — клавиши, 2-й голос
- Людмила «Тэрри» Колот — вокал (3, 5, 6, 7, 8)
- Николай «Кока» Катков — важный голос, классика (9)
- Александр Башлачёв, Константин Кинчев — бэк-вокал (11—15)
- Сергей Фирсов — запись